# Basic Input/Output System
BIOS (Basic Input/Output System, ibland felaktigt benämnd Binary Input/Output System), är det mest grundläggande programmet som körs i en PC när den startas.
Dess främsta syfte är att starta datorns periferienheter (som bildskärm, tangentbord och det inbyggda lagringsminnet (hårddisken eller SSD-minnet)) samt att konfigurera ett antal kretsar på moderkortet. Detta görs enligt inställningar som lagrats på ett skrivbart batterisäkrat CMOS-minne, vanligen i samband med datorns klocka (RTC). På det inbyggda lagringsminnet är operativsystemet lagrat, och när det är driftklart ser BIOS till att operativsystemet startas. Sedan detta är gjort är BIOS huvuduppgift att fungera som en enkel drivrutin för styrning av grundläggande inmatningsenheter (tangentbord, pekdon, skivläsare etc) och utenheter (skärm, skrivare, högtalare etc), på engelska kallat IO-enheter (input/output).
BIOS utgör det minimala grundläggande programmet som gör datorn användbar genom att ladda in ett operativsystem och göra det redo att ta emot användarens instruktioner. Datorslang för detta är att "boota" datorn. BIOS och dess parametrar lagras därför inte på det fasta lagringsminnet i datorn utan på särskilda minneskretsar på moderkortet. Det är därmed inget som kan raderas av en användare av misstag. Inställningarna för BIOS nås oftast genom att man håller ner en viss tangent när man startar datorn, eller genom att man trycker ner den strax efter, vanligtvis delete, escape, någon av funktionstangenterna eller en tangentkombination. Vilken metod av detta som ska användas är fabrikat- och modellberoende.
I moderna persondatorer lagras BIOS i ett flashminne och kan med speciella program uppgraderas även av användaren, vanligen till en ny version som hämtas från tillverkarens webbplats via Internet. Ett 1990-talsvirus (CIH) utnyttjade denna egenskap och förstörde BIOS-programmet på datorer den infekterade, vilket gjorde datorn helt oanvändbar.
I äldre persondatorer lagras BIOS-inställningarna i ett icke-remanent minne som kan raderas/återställas genom att man tar bort ett batteri och sedan efter en stund sätter det tillbaka. I vissa konstruktioner kan man göra återställningen genom att kortsluta (överbygla) ett par speciella stift på moderkortet som satts dit just för detta ändamål.
På de allra äldsta datorerna låg BIOS lagrat i en särskild PROM-komponent, som inte kunde ändras genom någon yttre åtgärd. Skulle BIOS uppgraderas i en sådan enhet, var man tvungen att handgripligen avlägsna den komponenten och ersätta den med en PROM-komponent med den nyare versionen av programmet (programmering av en sådan krets kräver specialapparatur).
Moderna operativsystem brukar inte använda BIOS-anrop för att styra I/O-enheter. Däremot finns i BIOS instruktioner om hur olika enheter skall försättas i strömsparläge och åter tas i funktion vilka används av operativsystemet.